# Wochenendfahrverbot
Das Wochenendfahrverbot oder das Sonntagsfahrverbot ist ein verordnetes Sonn- und Feiertagsfahrverbot unter anderem für Lastwagen mit einem Gesamtgewicht von je nach Staat über 3,5 bis 7,5 Tonnen. Es wird ganz oder teilweise in Deutschland, Frankreich, Griechenland, Italien, Liechtenstein, Luxemburg, Österreich, Rumänien, Polen, der Schweiz, Slowenien, Tschechien und Ungarn angewendet.
Die nationalen Sonn- und Feiertagsfahrverbote für Lastwagen sind innerhalb der Europäischen Union umstritten und sind seit 1999 immer wieder auf der Tagesordnung des EU-Ministerrats.

## Begründung des Wochenendfahrverbotes
Das Wochenendfahrverbot soll der Sonntagsruhe dienen und wird zudem mit dem Lärmschutz und dem Schutz der Umwelt begründet. Der Lärm und die Abgase stärker emittierender Lastwagen störe die Wochenendruhe jener, die das Wochenende zur Erholung von der Arbeitswoche benötigten. Auch die Entlastung des an Wochenenden erhöhten privaten Verkehrsaufkommens von zusätzlichen Verkehrsbelastungen durch Lastwagen wird zugunsten der Reglementierung des Schwerlastverkehrs angeführt.

## Deutschland

### Sonn- und Feiertagsfahrverbot
In der Bundesrepublik Deutschland gilt seit dem 1. Mai 1956 an Sonn- und Feiertagen in der Zeit von 0 bis 22 Uhr ein Fahrverbot für Lastkraftwagen (Lkw) über 7,5 Tonnen zulässiger Gesamtmasse sowie für alle Lkw ungeachtet ihrer zulässigen Gesamtmasse, die einen Anhänger mit sich führen. Das Verbot gilt nur für die geschäftsmäßige oder entgeltliche Beförderung von Gütern sowie damit verbundene Leerfahrten (Stand 2017). Das Verbot gilt an den neun bundeseinheitlichen Feiertagen deutschlandweit. An den nicht bundeseinheitlichen Feiertagen Fronleichnam, Reformationstag und Allerheiligen gilt das Fahrverbot nur in bestimmten Bundesländern (siehe § 30 Abs. 4 StVO). Das Verbot gilt nicht für reine Zugmaschinen oder Sattelzugmaschinen, die keine Ladung aufnehmen können und keinen Auflieger oder Anhänger mit sich führen. Das Verbot ist in § 30 Abs. 3 Straßenverkehrs-Ordnung (StVO) geregelt.

#### Unmittelbare gesetzliche Ausnahmen
Von dem Verbot sind gemäß § 30 Abs. 3 Satz 2 StVO ausgenommen:
- der kombinierte Güterverkehr Schiene-Straße vom Versender bis zum nächstgelegenen geeigneten Verladebahnhof oder vom nächstgelegenen geeigneten Entladebahnhof bis zum Empfänger, jedoch nur bis zu einer Entfernung von 200 km
- der kombinierte Güterverkehr Hafen-Straße zwischen Belade- oder Entladestelle und einem innerhalb eines Umkreises von höchstens 150 km gelegenen Hafen (An- oder Abfuhr)
- Verderbliche Ware inklusive einer Beiladung von max. 10 % anderer Waren bei Lieferung von
  - frischer Milch und frischen Milcherzeugnissen,
  - frischem Fleisch und frischen Fleischerzeugnissen,
  - frischen Fischen, lebenden Fischen und frischen Fischerzeugnissen,
  - leichtverderblichem Obst und Gemüse,
  - und die im Zusammenhang mit diesen Fahrten stehenden Leerfahrten,
- Fahrten mit Fahrzeugen, die von Behörden im Verteidigungsfall oder bei einem inneren Notstand nach dem Bundesleistungsgesetz herangezogen werden

Ausnahmen gibt es nach § 35 StVO außerdem für Fahrzeuge der Landes- und Bundespolizei, Straßendienste und der Straßenverwaltung, Bundeswehr und NATO-Truppen und der Feuerwehr und des Katastrophenschutzes.

#### Behördliche Ausnahmen
Die Straßenverkehrsbehörden können nach § 46 Abs. 1 Nr. 7 StVO im Einzelfall oder allgemein Ausnahmen vom Sonntagsfahrverbot erteilen.
Ein Katalog allgemeiner Ausnahmen wurde von der Verkehrsministerkonferenz am 9. und 10. Oktober 2007 beschlossen, um die sehr unterschiedliche Genehmigungspraxis der zuständigen Stellen zu vereinheitlichen. Dieser Katalog sieht vor, dass das Sonn- und Feiertagsfahrverbot neben den in der StVO geregelten Ausnahmen allgemein nicht gelten soll für:
- Zugmaschinen, die ausschließlich dazu dienen, andere Fahrzeuge zu ziehen
- Zugmaschinen und Sattelzugmaschinen mit Hilfsladefläche, deren Nutzlast nicht mehr als das 0,4-Fache der zulässigen Gesamtmasse beträgt
- Fahrzeuge, bei denen die beförderten Gegenstände zum Inventar gehören, wie zum Beispiel Ausstellungs-, Film- und Fernsehfahrzeuge sowie Schaustellerfahrzeuge (auch mit Anhänger)
- selbstfahrende Arbeitsmaschinen
- Einsatzfahrten von Bergungs-, Abschlepp- und Reparaturfahrzeugen
- Wohnwagenanhänger und Anhänger, die zu Sport- und Freizeitzwecken hinter Lastkraftwagen mit einer zulässigen Gesamtmasse bis zu 3,5 Tonnen geführt werden

### Ferienreiseverordnung

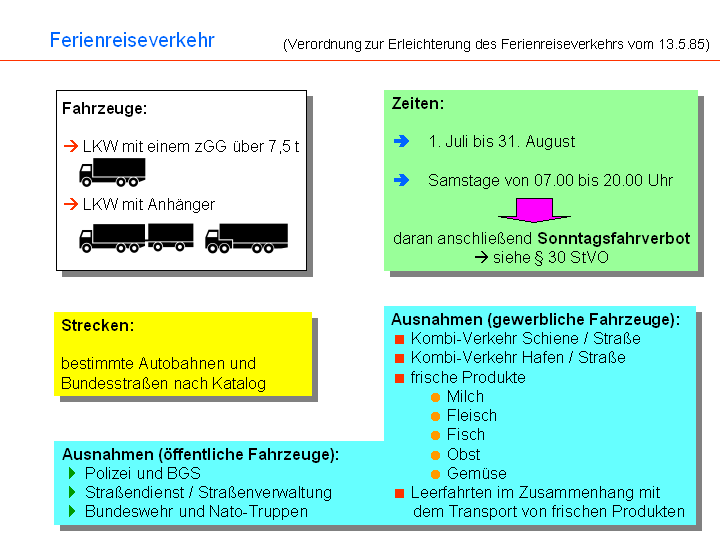
Grafik zum erweiterten Lkw-Fahrverbot in der Ferienzeit

Im Juli und August jedes Jahres gilt nach der Verordnung zur Erleichterung des Ferienreiseverkehrs auf der Straße zusätzlich auch an Samstagen von 7 bis 20 Uhr ein Fahrverbot für die Fahrzeuge, für die auch das Sonntagsfahrverbot gilt. Im Unterschied zu diesem, das auf allen Straßen gilt, besteht das Samstagsfahrverbot in den Ferien aber nur auf bestimmten Autobahnstrecken und Bundesstraßen. Welche Strecken betroffen sind, kann § 1 Ferienreiseverordnung entnommen werden.
Für dringende Fälle, in denen eine Beförderung mit anderen Verkehrsmitteln nicht möglich ist, können Ausnahmegenehmigungen erteilt werden.

### Motivation des Verbots in Deutschland
In Deutschland befürwortet der Bundesverband Güterkraftverkehr Logistik und Entsorgung e. V. (BGL), in dem sich Unternehmen des Güterverkehrs zusammengeschlossen haben, das Sonntagsfahrverbot.
Neben den eingangs erwähnten allgemeinen Motivationen argumentieren deutsche Transport-Unternehmer auch, dass bei Abschaffung des Sonntagsfahrverbots trotzdem alle in einem Arbeitsverhältnis stehenden Berufskraftfahrer (BKF) wegen des allgemeinen Verbots der Sonntagsarbeit nach § 9 ArbZG nicht arbeiten dürften, es sei denn, sie würden verderbliche Waren transportieren. Das Sonntagsfahrverbot sei also schon deshalb keine wesentliche Ursache für die angesprochenen Probleme. Eine Kritik der Transport-Unternehmer an den Fahrverboten stoße auch sonst nicht zum Kern des Problems vor, denn dem Interesse, dass sich die in den LKW getätigten Investitionen rentieren, stünden unproduktive Standzeiten entgegen. Dem möglichst umfassenden und flexiblen Einsatz des LKW folge das Interesse an einer maximalen Verfügbarkeit und Flexibilität der notwendigen BKF. Der Unternehmer würde deshalb den LKW am Sonntag einsetzen, wenn dies nicht untersagt wäre. Der BKF müsste dann auch am Sonntag unterwegs sein. Damit der in erster Linie am Verwertungsinteresse orientierte Einsatz des BKFs nicht zu einer völligen Außerachtlassung seiner Bedürfnisse führe, seien Reglementierungen unerlässlich.

### Geschichte des Fahrverbots
Das Sonn- und Feiertagsfahrverbot für Lkw galt in der Bundesrepublik Deutschland zum ersten Mal am 1. Mai 1956. Fahrten des Interzonenverkehrs („Berlinverkehr“) waren ausgenommen. Kritiker befürchteten eine Gefährdung der öffentlichen Versorgung.
Die Ferienreisezeitverordnung an den Wochenenden auf den Autobahnen begann am 27. Juni 1969. Zu Beginn der Ferien 1969 wurden die Autobahnen bis auf sehr wenige und kurze Autobahnabschnitte sowie den „Berlinverkehr“ für die Lkw-Benutzung an Sonntagen gesperrt. Lkw mit frischen Erzeugnissen durften am Sonntag nur die Bundesstraßen benutzen. 1977 wurde dieses strikte Verbot für bestimmte Autobahnstrecken wieder etwas gelockert.
Als Reaktion auf die Ölkrise wurde in der Bundesrepublik Deutschland an vier Sonntagen ein allgemeines Sonntagsfahrverbot auch für den Pkw-Verkehr eingeführt. Autofrei waren der 25. November sowie der 2., 9. und 16. Dezember 1973. Ausnahmen gab es für die Versorgung und die öffentliche Personenbeförderung. Lkw mit frischen Lebensmitteln unterlagen ebenfalls nicht dem Fahrverbot und durften die Autobahnen benutzen. Außerdem blieb wieder der „Berlinverkehr“ vom Fahrverbot ausgenommen. Neben Deutschland beteiligten sich damals noch fünf weitere europäische Staaten an dem Verbot. Ziel war das Einsparen von Öl, das durch eine Reduzierung der Förderung durch die OPEC knapp geworden war. Ein weiterer Grund für die Maßnahme war, der Bevölkerung den Ernst der Situation nahe zu bringen.
Die Auswirkungen des Verbotes waren eher symbolischer Natur, denn die Menge des eingesparten Brennstoffs war nur gering. Allerdings fand damals ein erstes Umdenken in Energie- und Umweltaspekten seinen Anfang. Straßentransporte zwischen der Bundesrepublik Deutschland und West-Berlin waren bis zur deutschen Wiedervereinigung am 3. Oktober 1990 vom Sonn- und Feiertagsverbot ausgenommen.
Aufgrund der Covid-19-Pandemie wurde Anfang 2020 zur Sicherstellung der Versorgung mit Gütern – auch im Transitverkehr – das Sonn- und Feiertagsfahrverbot zeitlich befristet aufgehoben. In einigen Bundesländern lief die Aufhebung des Verbots Ende April 2020 wieder aus, bei anderen galt die Aufhebung bis zum September. So hatte z. B. Schleswig-Holstein die Aufhebung des Verbots bis zum 30. Juni 2020 verlängert.

## Frankreich
In Frankreich gibt es an Sonntagen und Feiertagen für alle Lkw über 7,5 Tonnen im gesamten Straßennetz ein Fahrverbot, das am Samstag bzw. am Vorfeiertag um 22:00 Uhr beginnt und am Sonn- bzw. Feiertag um 22:00 Uhr endet. Ausnahmen gibt es für die Beförderung lebender Tiere oder leicht verderblicher Lebensmittel (frische, gekühlte oder tiefgefrorene Produkte tierischer Herkunft; frisches Obst und Gemüse; Schnittblumen), sofern deren Gütermenge mindestens die Hälfte des Volumens oder die Hälfte der Nutzlast des Lkw ausmacht. Für Gefahrguttransporte gelten abweichende Regelungen; zusätzliche Fahrverbote auf bestimmten Streckenabschnitten sind möglich.

## Italien
Auf allen Straßen außerhalb von Wohnzentren bestehen  an Sonn- und Feiertagen in Italien Fahrverbote für Lkw über 7,5 Tonnen, von Juni bis September zwischen 7 und 22 Uhr, in den übrigen Monaten von 9 bis 22 Uhr.
Darüber hinaus gelten in dem Land zusätzliche Sommerfahrverbote.

## Österreich
In Österreich gilt für Lastkraftwagen sowie für Sattelkraftfahrzeuge über 7,5 Tonnen zulässigem Gesamtgewicht ein Fahrverbot zwischen Samstag 15 Uhr und Sonntag 22 Uhr. Der Beginn am Samstag kann bei Ferienregelungen streckenweise auf 8 Uhr vorverlegt werden.
In Österreich gilt ein generelles Wochenendfahrverbot für:
- Lastkraftwagen, selbstfahrende Arbeitsmaschinen und Sattelkraftfahrzeuge mit mehr als 7,5 Tonnen zulässigem Gesamtgewicht
- für Lkw mit Anhänger, wenn entweder der Lkw oder der damit gezogene Anhänger mehr als 3,5 Tonnen zulässiges Gesamtgewicht hat

Da Sattelzugfahrzeuge (ohne Sattelanhänger) nicht als Lastkraftwagen, sondern als Zugmaschinen gelten, fallen Fahrten mit diesen Fahrzeugen nicht unter das Wochenendfahrverbot.
Ausnahmen gelten in Österreich für Fahrten, die ausschließlich folgenden Fahrtzwecken dienen:
- Beförderung von Schlacht- oder Stechvieh
- Beförderung verderblicher Lebensmittel
- Getränkeversorgung in Ausflugsgebieten
- unaufschiebbaren Reparaturen an Kühlanlagen
- Abschleppdienst und Pannenhilfe
- Einsatz in Katastrophenfällen
- Fahrzeugen des Straßenerhalters zur Aufrechterhaltung des Straßenverkehrs
- Einsatz von Fahrzeugen des öffentlichen Sicherheitsdienstes
- der Müllabfuhr
- dem Einsatz von Fahrzeugen eines Linienverkehrsunternehmens zur Aufrechterhaltung des regelmäßigen Linienverkehrs
- unaufschiebbare Transporte des Bundesheeres

Des Weiteren ist das Fahren mit selbstfahrenden landwirtschaftlichen Arbeitsmaschinen erlaubt. Außerdem sind Fahrten im Ortsgebiet an den letzten beiden Samstagen vor dem 24. Dezember erlaubt. Diese Ausnahme gilt jedoch nicht für die Beförderung von Großvieh auf Autobahnen.
Zusätzlich gilt ein allgemeines Nachtfahrverbot (gilt an jedem Tag des Jahres) für alle Lkw über 7,5 Tonnen von 22:00 Uhr bis 5:00 Uhr.
Ausnahmen:
1. Fahrten mit lärmarmen Kraftfahrzeugen gemäß § 8b Kraftfahrgesetz-Durchführungsverordnung (KDV) 1967, bei denen eine durch den Hersteller bescheinigte Bestätigung nach § 8b Abs. 4 KDV mitgeführt wird und die mit einer runden grünen Tafel mit mindestens 20 Zentimeter Durchmesser, weißem Rand und dem weißen Buchstaben L gekennzeichnet sind, welche neben dem vorderen Kfz-Kennzeichen anzubringen ist;
2. Fahrten im Rahmen des kombinierten Verkehrs Straße/Schiene beziehungsweise Binnenschifffahrt zu und von bestimmten Bahnhöfen und Häfen auf zugehörigen Straßenabschnitten in beiden Fahrtrichtungen.

Ausschließlich können im Rahmen des Kombinierten Verkehrs innerhalb eines Umkreises mit einem Radius von 65 Kilometern, von den durch Verordnung festgelegten Be- oder Entladebahnhöfen oder Be- und Entladehäfen zusätzlich durchgeführt werden. (RoLa)
Für Lkw mit Anhänger: Beförderung von Milch sowie unaufschiebbare Fahrten mit Lastkraftwagen des Bundesheeres mit Anhänger.

## Rumänien
Obwohl in Rumänien kein generelles Wochenendfahrverbot für LKW besteht, gilt in der Hauptreisezeit zwischen dem 15. Juni und 15. September auf den Autobahnen A1 und A2 sowie auf den meisten überregionalen Nationalstraßen an allen Samstagen, Sonntagen und Feiertagen von 7 bis 22 Uhr ein Fahrverbot für LKW über 7,5 Tonnen zulässigem Gesamtgewicht.
Daneben gilt auf der E 60 zwischen Bukarest und Brașov ganzjährig an Samstagen und Sonntagen ein Fahrverbot für Lkw über 7,5 Tonnen von 0 bis 24 Uhr sowie an Feiertagen von 6 bis 22 Uhr. Zwischen Bukarest und Ploiești gilt das Fahrverbot bereits für LKW über 3,5 Tonnen zulässigem Gesamtgewicht.
Die Fahrverbote gelten nicht für Transporte von lebenden Tieren und verderblichen Lebensmitteln.

## Schweiz
In der Schweiz gilt gemäß Art. 91 VRV auf dem gesamten Straßennetz ein Fahrverbot an Sonntagen und Feiertagen für schwere Motorwagen, gewerbliche Traktoren und Arbeitsmotorwagen, Sattelmotorfahrzeuge mit einem zulässigen Gesamtzugsgewicht von über 5 Tonnen sowie für Fahrzeuge, die einen Anhänger mit einem zulässigen Gesamtgewicht von mehr als 3,5 Tonnen mitführen. Ferner gilt für obengenannte Fahrzeuge auch ein Nachtfahrverbot in der Zeit von 22 bis 5 Uhr. Ausnahmen gibt es vom Bundesamt für Polizei oder durch den Kanton, in den die Einfahrt erfolgt, der dann die Ausnahmegenehmigungen erteilen kann. Ausnahmen können auch vom Bundesamt für Strassen und dem Bundesamt für wirtschaftliche Landesversorgung genehmigt werden, wie z. B. infolge der COVID-19-Pandemie.
Da in der Schweiz nur wenige Feiertage auf Bundesebene geregelt sind, ist beim Fahrverbot für betreffende Motorwagen an Feiertagen auf die Regelung in den jeweiligen Kantonen zu achten. Gilt in einem Kanton oder Kantonsteil ein Feiertag nicht als Feiertag, so gilt auch das Sonntagsfahrverbot nicht. Bei kantonalen oder regionalen Feiertagen ist der Durchgangsverkehr (z. B. auf nationalen Autobahnen oder kantonalen Autostrassen) nicht vom Fahrverbot betroffen.

## Spanien

### Allgemeine Fahrverbote
In Spanien gilt kein allgemeines Fahrverbot an Sonn- und Feiertagen, mit Ausnahme von Gefahrguttransporten. An bestimmten Tagen (an Sonn- und Feiertagen zwischen 8 und 24 Uhr sowie zu Beginn und Ende der Sommerferien) können aufgrund der zu erwartenden Verkehrsdichte regionale Fahrverbote – vor allem auf den Nationalstraßen nach Barcelona und Madrid – verhängt werden, die über die spanische Presse kurzfristig bekanntgegeben werden.
Auf den Zufahrtsstraßen nach Madrid gelten für Lkw mit einem Gesamtgewicht von über 3,5 Tonnen folgende Fahrverbote:
- aus Madrid heraus, freitags von 15 bis 24 Uhr, samstags von 10 bis 15 Uhr
- in Richtung Madrid, sonntags von 15 bis 24 Uhr
- auf der N601, M501, M505 freitags von 15 bis 24 Uhr, samstags von 10 bis 15 Uhr und sonntags von 15 bis 24 Uhr in beiden Richtungen

### Gefahrguttransport
Für den Transport gefährlicher Güter besteht ein generelles Fahrverbot:
- an Sonn- und Feiertagen in der Zeit von 8 bis 24 Uhr
- am 1. und 31. Juli und am 1. August eines jeden Jahres ganztägig
- am Vortag eines Feiertages – aber nicht an Samstagen – von 15 bis 24 Uhr

## Ungarn
In Ungarn gilt ein generelles Fahrverbot für LKW über 7,5 Tonnen zulässigem Gesamtgewicht, das jeweils von Samstag bzw. dem Tag vor einem Feiertag ab 22 Uhr für 24 Stunden gilt. Neben Transporten lebender Tiere und verderblicher Güter sind Fahrzeuge ohne Ladung auf dem Weg von der Grenze zum ungarischen Beladeort vom Verbot ausgenommen, was durch entsprechende Papiere nachgewiesen werden muss.
Zudem gilt am 19. August, dem Tag vor dem ungarischen Nationalfeiertag, ein Fahrverbot für LKW über 7,5 Tonnen von 15 bis 22 Uhr.

## Übriges Europa
In Andorra ist der Transitverkehr nach Frankreich vor und an französischen Fahrverbotstagen untersagt, in Belgien ist an Sonntagen der Transitverkehr nach Frankreich und Deutschland, in Luxemburg an Wochenenden der Transitverkehr nach Frankreich, Deutschland und Belgien untersagt.
Ab dem Sommer 2009 (bis Ende August) gibt es auch in Polen ein Wochenendfahrverbot. In Dänemark, Schweden, Norwegen, Finnland, Estland, Lettland, Litauen, Portugal und den Niederlanden gibt es keine Wochenend- bzw. Sonn- und Feiertagsfahrverbote.